# 安古蘭國際漫畫節
安古蘭國際漫畫節（英語：Angoulême International Comics Festival），於1974年1月起每年在法國安古蘭舉辦，是歐洲歷史上最悠久的漫畫展覽。與美國加州聖地牙哥漫畫節並稱為國際兩大漫畫節。
此漫畫節是世界第三大漫畫展覽、歐洲第二大漫畫展覽，規模僅次於日本東京都的Comic Market與義大利托斯卡尼盧卡國際漫畫節（Lucca Comics & Games）。2007年，漫畫家路易斯‧通代（Lewis Trondheim）汲取了在日本、韓國旅行時獲得的靈感，創造了安古蘭國際漫畫節的吉祥物及獎盃雛形「小野貓」（Le Fauve）。

## 外部連結
- 安古蘭國際漫畫節官方網站